# Jo Freeman
Jo Freeman, znana również jako Joreen (ur. 26 sierpnia 1945) – amerykańska feministka, politolożka, pisarka i prawniczka. Będąc studentką Uniwersytetu Kalifornijskiego w Berkeley w latach 60., zaangażowała się w działalność organizacji walczących o prawa obywatelskie i w ruch na rzecz praw obywatelskich. Następnie zajmowała się rejestracją wyborców i organizowaniem społeczności w Alabamie i Missisipi, była też jedną z pierwszych organizatorek ruchu wyzwolenia kobiet. Jest autorką kilku klasycznych artykułów feministycznych, a także ważnych prac na temat ruchów społecznych i partii politycznych. Zajmowała się również tematyką kobiet, szczególnie prawem i polityką publiczną wobec kobiet oraz obecnością kobiet w polityce głównego nurtu.

## Wczesne życie i edukacja
Urodzona w Atlancie, w stanie Georgia, w 1945 roku. Jej matka Helen pochodzi z Hamilton w stanie Alabama i służyła podczas II wojny światowej jako pierwszy porucznik w Women’s Army Corps stacjonującym w Anglii. Niedługo po urodzeniu Jo Helen przeprowadziła się do Los Angeles w Kalifornii, gdzie uczyła w szkole podstawowej na krótko przed swoją śmiercią w wyniku rozedmy płuc. Jo Freeman uczęszczała do szkoły w Birmingham, choć pierwszą klasę skończyła w szkole w Granada Hills w 1961 roku.
W 1965 roku uzyskała z wyróżnieniem tytuł licencjata nauk politycznych na Uniwersytecie Kalifornijskim w Berkeley. W 1968 r. rozpoczęła studia magisterskie z nauk politycznych na Uniwersytecie w Chicago, a w 1973 r. obroniła doktorat. Po czterech latach nauczania na Uniwersytecie Stanowym Nowego Jorku wyjechała do Waszyngtonu jako stypendystka Brookings Fellow i pozostała przez kolejny rok jako stypendystka Kongresu Amerykańskiego Stowarzyszenia Nauk Politycznych. W 1979 r. rozpoczęła studia prawnicze na Uniwersytecie Nowojorskim jako stypendystka Root-Tilden, a w 1982 r. uzyskała tytuł doktora prawa. W 1983 r. została przyjęta do Izby Adwokackiej Stanu Nowy Jork.
Freeman przeprowadziła się do Park Slope na Brooklynie w 1979 roku, aby uczęszczać na studia prawnicze, a od 1985 roku mieszka w Kensington na Brooklynie.

## Aktywizm studencki w Berkeley
W Berkeley Freeman była aktywna w Młodych Demokratach na Uniwersytecie i w kampusowej partii politycznej SLATE. SLATE działało na rzecz zniesienia prób broni jądrowych, wyeliminowania uniwersyteckiego zakazu wystąpień kontrowersyjnych mówców oraz poprawy edukacji licencjackiej na Uniwersytecie Kalifornijskim. Opracowała przewodnik po klasach i profesorach zatytułowany SLATE Supplement to the General Catalog, do którego Freeman napisała recenzje profesorów i ich kursów.
Jedną z podstawowych zasad SLATE było to, że studenci powinni mieć takie same prawa do zajmowania stanowiska w sprawach uczelni na kampusie, jakie mieli jako obywatele poza kampusem. Uczelnia ograniczała taką działalność od lat 30. XX wieku. Stało się to poważnym problemem, gdy ruch na rzecz praw obywatelskich pojawił się w Bay Area jesienią 1963 roku, ponieważ studenci chcieli wspierać ruch zarówno na kampusie, jak i poza nim.
Jesienią 1964 roku kwestia ta stała się dramatyczna, gdy organizacje studenckie ustawiły stoły na terenie kampusu, aby prowadzić zbiórki pieniędzy i rekrutować studentów do działań politycznych poza kampusem na przekór zakazowi. Jedna osoba została aresztowana, a kilku studentom wydano mandaty administracyjne. Po tym, jak w ostatniej chwili udało się uniknąć masowych aresztowań dzięki negocjacjom z rektorem uniwersytetu Clarkiem Kerrem, grupy studenckie utworzyły Ruch Wolnego Słowa (FSM), aby kontynuować walkę. Freeman reprezentowała Młodych Demokratów w komitecie wykonawczym FSM. Po dwóch miesiącach bezowocnych negocjacji, Freeman była jedną z 800 studentów, którzy zostali aresztowani za siedzenie w głównym budynku administracyjnym w dniach 2–3 grudnia 1964 roku. Było to największe masowe aresztowanie w historii Kalifornii. Rozgłos, jaki wywołało aresztowanie, zmusił regentów uniwersytetu do zmiany zasad, aby studenci mogli zajmować się kwestiami politycznymi na terenie kampusu.

## Aktywizm na rzecz praw obywatelskich
Kiedy w 1963 r. ruch na rzecz praw obywatelskich dotarł do rejonu zatoki San Francisco, protestował przeciwko lokalnym pracodawcom, którzy nie chcieli zatrudniać czarnoskórych pracowników. Demonstracje zostały zorganizowane w supermarkecie Lucky i Mel’s Drive-In, aby skłonić pracodawców do podpisania umów o pracę. Po sukcesie przyszły nieudane negocjacje z najbardziej eleganckimi hotelami w San Francisco i kilkoma dealerami samochodowymi. Freeman była jedną ze 167 demonstrantów aresztowanych w hotelu Sheraton-Palace w marcu 1964 roku i jedną z 226 aresztowanych przez agencję Cadillac w kwietniu. Została uniewinniona w pierwszym procesie i skazana w drugim, co skutkowało wyrokiem piętnastu dni więzienia. Drugi proces uniemożliwił jej udział w projekcie Freedom Summer w 1964 roku w Missisipi. Po jego zakończeniu pojechała autostopem na Narodową Konwencję Demokratów w sierpniu 1964 roku w Atlantic City w stanie New Jersey, żeby poprzeć petycję Demokratycznej Partii Wolności Missisipi, aby zastąpić całkowicie białą delegację z Missisipi.
Po ukończeniu studiów na Uniwersytecie Kalifornijskim w Berkeley, Freeman dołączyła do letniego projektu Southern Christian Leadership Conference (SCLC), SCOPE (Southern Community Organization and Political Education). Kiedy lato dobiegło końca, dołączyła do personelu SCLC jako pracownik terenowy. Przez następny rok rejestrowała wyborców w Alabamie i Missisipi, spędzając kilka dni w więzieniach w obu stanach. W sierpniu 1966 roku, kiedy pracowała w Grenadzie, w stanie Missisipi, Jackson Daily News opublikowała na swojej stronie redakcyjnej exposé jej pracy jako „profesjonalnego agitatora”, sugerując, że była sympatyczką komunizmu. Exposé towarzyszyło pięć fotografii, w tym jedna wykonana w czasie jej działania w Ruchu Wolnego Słowa. Trzydzieści lat później sąd federalny wydał orzeczenie sądu federalnego, w którym stwierdzono, że zostały one dostarczone gazecie przez Komisję Suwerenności Stanu Missisipi. Informator udokumentował udział Freeman w Ruchu Wolnego Słowa (FSM) i rozpoznał ją w Grenadzie. W trosce o jej bezpieczeństwo, SCLC wysłało Freeman z powrotem do Atlanty, gdzie pracowała w głównym biurze, a także jako asystentka Coretty Scott King, żony Martina Luthera Kinga, przez sześć tygodni. W październiku została wysłana do pracy w projekcie SCLC w Chicago. Gdy projekt SCLC w Chicago wygasł, Freeman rozpoczęła pracę dla lokalnej gazety, West Side TORCH. Kiedy ją zakończyła, próbowała znaleźć pracę jako dziennikarka i fotografka w Chicago, gdzie powiedziano jej, że „dziewczyny nie mogą relacjonować zamieszek”. W końcu znalazła pracę jako redaktorka w magazynie branżowym, a później stała się niezależną pisarką.